# Araneum sigma
Araneum sigma är en sjöpungsart som beskrevs av Monniot 1973. Araneum sigma ingår i släktet Araneum och familjen Ascidiidae. Inga underarter finns listade i Catalogue of Life.